# فتالیک انیدرید
فتالیک انیدرید (به انگلیسی: Phthalic anhydride) با فرمول شیمیایی C8H4O3 یک ترکیب شیمیایی با شناسه پاب‌کم است؛ که جرم مولی آن ۱۴۸٫۱ گرم بر مول می‌باشد. شکل ظاهری این ترکیب، دانه‌های سفید است.
انیدرید فتالیک فرم تجاری اصلی اسید فتالیک است. این جامد بی‌رنگ یک ماده شیمیایی مهم صنعتی به ویژه برای تولید در مقیاس بزرگ روان‌کننده پلاستیک هاست. در سال ۲۰۰۰ حجم تولید این محصول در سراسر جهان حدود ۳ میلیون تن در سال تخمین زده شد.

## تولید

مرتبط

### روش‌های آزمایشگاهی
در مقیاس کوچک می‌توان از اکسیداسیون نفتالن یا ۱و۲-دی متیل بنزن (ارتو-زایلین) با استفاده از اکسنده مناسب استفاده کرد.
همچنین از حرارت دادن فتالیک اسید و تجزیه آن به آب و فتالیک انیدرید و تصعید آن در همان دما (۳۰۰ درجه سانتی گراد) و جمع‌آوری مناسب آن تولید می‌شود.

### روش‌های صنعتی
در گذشته از اکسایش نفتالن با اکسیژن هوا و در مجاورت کاتالیزور مناسب مانند وانادیوم پنتااکسید استفاده می شد.
امروزه از اکسایش ارتو-زایلین و اکسیژن هوا و در مجاورت کاتالیزور تولید می گردد.

## استفاده‌ها
ترکیبات آن مخصوصاً استرها و دی استرهای مایع آن (فتالات‌ها و دی فتالات ها) به عنوان حلال واکنش‌ها و نرم‌کننده پلاستیک‌هایی مانند PVC که به خودی خود بسیار غیر انعطاف پذیر هستند استفاده می‌شوند. البته عوارض جانبی مانند ناباروری را به همراه خود دارند.
ترکیب‌ها و مشتقات بیشمار آن را می‌توان در هرجا از داروها تا رنگ و رزین یافت :
- رنگ‌هایی مانند فلورسین و ائوزین ها و ...
- داروها و صنایع غذایی مانند ساخارین , متیل انتراآنالات و ...
- صنایع رزین

## هشدارها
گرد و غبار آن محرک و حساسیت زا برای دستگاه تنفسی و خطرناک برای چشم‌ها است.
این ماده با آب و بخار آن مخصوصاً آب داغ به سرعت واکنش می دهد و فتالیک اسید تولید می‌کند و از بین می‌رود لذا باید دور از آن‌ها نگهداری شود.